# François Nicolas Pihan-Dufeuillay
François Nicolas Pihan-Dufeuillay est un médecin français né le 15 mars 1801 à Nantes et mort le 22 novembre 1878 à Vertou.

## Biographie
François Nicolas Pihan-Dufeuillay est le fils de Maurice Marin Pihan du Feuillay, commis au greffe du Présidial de Nantes, et d'Anne Élisabeth Mouton.
Officier de santé à Nantes, il est chirurgien de marine, navigant sur le brick nantais la Constance en 1821 
En 1823, il part poursuivre durant une année ses études de médecine à Paris. En 1824, il obtient son doctorat en médecine avec pour thèse Dissertation sur la fièvre jaune observée dans les Antilles, présentée et soutenue à la Faculté de médecine de Paris le 30 novembre et qui sera imprimée chez Didot le jeune à Paris.
De 1825 à 1826, il est chirurgien sur le brick l'Alcyon, armé par la famille Haentjens, pour une traversée vers l'Afrique, le golfe de Guinée et l'île de Saint Thomas Danoise (dans les Caraïbes). 
Il est le président la Commission du Musée d'histoire naturelle de Nantes et vice-président du Comité central d'hygiène de la Loire-Inférieure.
Titulaire de la chaire de chimie médicale à l'École de médecine de Nantes, il dirige l'école de 1867 à 1876.

## Publications
- Étude sur la constitution médicale de 1864, à Nantes, et sur les épidémies qui ont régné dans son arrondissement (1865)
- Étude sur la constitution médicale de 1863, à Nantes, et sur les épidémies qui ont régné dans son arrondissement (1864)
- Étude sur la constitution médicale de 1862, à Nantes et sur les épidémies qui ont régné dans son arrondissement (1863)
- Remarques sur l'épidémie de variole qui a régné dans l'arrondissement de Nantes (1862)
- Dissertation sur la fièvre jaune observée dans les Antilles (1824)

### Sources
- Émilien Maillard, Nantes et le département au XIXe siècle : littérateurs, savants, musiciens, & hommes distingués, 1891